# استرواح صدري دموي
الاسترواح الصدري الدموي (بالإنجليزية: Hemopneumothorax)‏ هي حالةٌ يتواجد فيها هواءٌ في جوف الصدر (استرواح الصدر) مع دمٍ في التجويف الصدري (تدمي الصدر). قد يحدث استرواح الصدر أو تدمي الصدر أو كلاهما نتيجةً لإصابةٍ في الرئة أو الصدر.